# Pierre de Ronsard
Pierre de Ronsard (Couture-sur-Loir, Loir-et-Cher, 11. rujna 1524. – Tours, 27. prosinca 1585.), francuski pisac i pjesnik iz XVI. stoljeća, poznat kao princ pjesnika, i čuven kao predvodnik pjesničkog pokreta La Pléiadea.
Za života je imao puno uspjeha i njegova slava nije blijedila. Između 1555. i 1556. objavio je Himne, posvećene Margariti Savojskoj. Godine 1565. objavljuje Elegije i Zbirku francuske poetske umjetnosti.
Susret s Héléne de Surgeres (1574.) inspirirao ga je da napiše Sonete za Helenu, petrarkističku zbirku pjesama.

## Djela
- Prva knjiga oda (Le Premier Livre des Odes), 1550.
- Ode (Odes), 1551. – 1552.
- Ljubavi Kasandre (Les Amours de Cassandre), 1552.
- Kraljevski otpad (Le bocage royal), 1554.
- Ljubavi Marije (Les Amours de Marie), 1555.
- Himne (Les Hymnes), 1556.
- Pogled na bijede našeg doba (Discours sur les misères du temps), 1560.
- Francijada (La Franciade), 1572.
- Poeme (Poèmes), 1560. – 1573.
- Soneti za Helenu (Sonnets pour Hélène), 1578.

## Vanjske poveznice
- Biography, Bibliography, Analysis  Arhivirana inačica izvorne stranice od 14. siječnja 2006. (Wayback Machine) (fr.)
- Podcast: Audio reading of the poem «Je n'ai plus que les os»  Arhivirana inačica izvorne stranice od 21. siječnja 2007. (Wayback Machine) (fr.)
- Background and digital facsimiles of rare editions of Ronsard's works  Arhivirana inačica izvorne stranice od 18. svibnja 2008. (Wayback Machine) At the University of Virginia's Gordon Collection